# Torri Higginson
Torri Higginson (Burlington, 6 dicembre 1969) è un'attrice canadese, nota per i suoi ruoli in TekWar, Il paziente inglese e Stargate Atlantis. È anche un'attrice teatrale.

## Biografia
A 18 anni si trasferisce a Londra dove studia recitazione presso la scuola "Guildhall", nella stessa classe dell'attore Ewan McGregor; in seguito compare in diversi film e serie tv prodotte in Canada. Nel 2000 vince un "Gemini Awards" come miglior attrice drammatica per la soap opera "The City".
Nel 2004 rileva il ruolo della dottoressa Elizabeth Weir da Jessica Steen, sostituendola dopo una breve apparizione nella stagione 8 di Stargate SG-1. È a capo della spedizione su Atlantis nella serie Stargate Atlantis, in cui rimane come protagonista per 3 stagioni. 
Nel 2007 prende parte solo a 4 episodi della quarta stagione e non fa ritorno nell'ultima stagione, venendo sostituita da Amanda Tapping.
Per il suo ruolo in Stargate Atlantis ottiene una candidatura ai prestigiosi Saturn Award come miglior attrice non protagonista.
Successivamente la Higginson appare in un episodio della serie horror/drammatica Eleventh Hour e in due episodi di NCIS - Unità anticrimine. Dal 2020 è nel cast della serie Transplant.
Il fratello Luke è il cantante/leader della band canadese "Debaser".

## Filmografia parziale

### Cinema
- Il paziente inglese (The English Patient), regia di Anthony Minghella (1996)
- La storia dell'amore (The History of Love), regia di Radu Mihăileanu (2016)

### Televisione
- TekWar – serie TV (1994)
- PSI Factor (Psi Factor: Chonicles of the Paranormal) – serie TV, 1 episodio (1997)
- Highlander: The Raven – serie TV, 1 episodio (1998)
- Oltre i limiti (The Outer Limits) – serie TV, 1 episodio (1999)
- La tempesta del secolo (Storm of the Century) – miniserie TV (1999)
- Sospetti in famiglia 3 (Family of Cops 3), regia di Sheldon Larry – film TV (1999)
- Natale2.com (Twas the Night), regia di Nick Castle – film TV (2001)
- Canada: A People's History – serie TV, 2 episodi (2001)
- Stargate SG-1 – serie TV, 3 episodi (2004-2006)
- Stargate Atlantis – serie TV, 63 episodi (2004-2008)
- NCIS - Unità anticrimine (NCIS) – serie TV, episodi 5x04-6x13 (2007-2009)
- Stonehenge Apocalypse, regia di Paul Ziller – film TV (2010)
- Criminal Minds: Suspect Behavior – serie TV, episodio 1x03 (2011)
- Chase – serie TV, episodio 1x14 (2011)
- This Life – serie TV, 20 episodi (2015)
- Dark Matter – serie TV, 10 episodi (2015)
- Inhuman Condition – serie TV, 30 episodi (2016)
- Transplant – serie TV, 48 episodi (2020-2024)

## Doppiatrici italiane
Nelle versioni in italiano dei suoi lavori, Torri Higginson è stata doppiata da:
- Tiziana Avarista in Stargate SG-1, Stargate Atlantis, Transplant
- Antonella Baldini in NCIS - Unità anticrimine
- Daniela Abbruzzese in Stonehenge Apocalypse
- Cinzia Villari ne La storia dell'amore